# Liste der Gedenktafeln und Gedenksteine in Wien/Favoriten
Diese Liste der Gedenktafeln und Gedenksteine in Wien/Favoriten enthält die Gedenktafeln im öffentlichen Raum des 10. Wiener Gemeindebezirks Favoriten. Eine Grundlage dieser Liste ist „Wien Kulturgut“, der digitale Kulturstadtplan der Stadt Wien, daneben das Wien Geschichte Wiki und Archivmeldungen der Rathauskorrespondenz.
Neben den wandgebundenen Gedenktafeln sind auch die von der Stadt Wien als Denkmäler klassifizierten Gedenksteine angeführt. Andere Denkmäler sowie Kunstwerke im öffentlichen Raum sind unter Liste der Kunstwerke im öffentlichen Raum in Wien/Favoriten zu finden.
Erinnerungssteine sind in Stationen der Erinnerung in Wien-Favoriten angeführt.

## Gedenktafeln und Gedenksteine
| Foto |                 | Inschrift | Name                                        | Typ         | Standort                                                               | Beschreibung | Metadaten                                                |
| ---- | --------------- | --- | ------------------------------------------- | ----------- | ---------------------------------------------------------------------- | --- | -------------------------------------------------------- |
| ja   | Datei hochladen | In diesem Haus wohnte Prof. Manfred Ackermann (1898 - 1991) Er widmete sein Leben dem Kampf für Freiheit und Demokratie und war erster Obmann der Revolutionären Sozialisten. 1938 von den Nazis vertrieben, kehrte er 1964 zurück. Bis ins hohe Alter war er unermüdlich für die politische Bildung der Jugend tätig. Bezirksvorstehung Favoriten                                                                                      | Manfred Ackermann - Gedenktafel ID: 94269   | Gedenktafel | Laaer-Berg-Straße 32 Standort                                          | Granit "Rosso Vanga". Errichtet auf Beschluss der Bezirksvorstehung Favoriten laut Sitzung vom 12. Dezember 2007. (2007) |                                                          |
| ja   | Datei hochladen | Antonie Alt 1884 – 1963 Mitglied des Wiener Gemeinderates von 1932–1934 und 1945–1954 in Würdigung ihres vorbildlichen sozialen Wirkens für die Bevölkerung von Wien | Antonie Alt - Gedenktafel ID: 94413         | Gedenktafel | Leebgasse 102–106 / Stiege 3 Standort                                  | Stein; Die Gedenktafel wurde aus Anlass des 60-Jahr-Jubiläums der Wohnhausanlage und der damit verbundenen Benennung in „Antonie-Alt-Hof“ errichtet. | Standort: Antonie-Alt-Hof                                |
| ja   | Datei hochladen | In den Februartagen 1934, während des Kampfes für die Demokratie in Österreich, befand sich hier die Kommandostelle des Republikanischen Schutzbundes. Von hier aus ging Otto Bauer in das Ausland um den Kampf für die Freiheit weiterzuführen. Er starb am 4. Juli 1938 in Paris. Sozialistische Partei Österreichs, Februar 1974 | Otto Bauer - Gedenktafel viennatouristguide | Gedenktafel | Köglergasse 11 Standort                                                | |                                                          |
| ja   | Datei hochladen | In diesem Hause wohnte der österreichische Freiheitskämpfer Rudolf Friemel ermordet im K.Z.Auschwitz am 30.12.1944. Sein Tod ist uns Mahnung u. Verpflichtung. Landesverband der österreichischen K.Z.-LER. | Rudolf Friemel - Gedenktafel ID: 105978     | Gedenktafel | Ernst-Ludwig-Gasse 8 Standort                                          | Stein (1949) | Standort: Stiege 1 Mithlingerhof                         |
| ja   | Datei hochladen | Emil Fucik Sozialdemokratischer Politiker 1953–1966 Mitglied des Wiener Landtages und Gemeinderates 1966–1977 Bezirksvorsteher von Favoriten Während seiner Amtszeit in Favoriten wurden folgende bedeutende kommunale Bauvorhaben geplant bzw. verwirklicht: PAH–OST–Siedlung, WIG 74 mit Kurpark Oberlaa, Heilquelle Oberlaa, U1 bis Reumannplatz                                                                                     | Emil Fucik - Gedenktafel ID: 95720          | Gedenktafel | Erlachgasse 54 / Steudelgasse 1–3 Standort                             | Metall beschichtet (Stahlblech) | Standort: Emil Fucik-Hof                                 |
| ja   | Datei hochladen | In diesem Hause schuf der beliebte langjährige Obmann und Präsident der Vereinigung „Das Wiener-Lied“ Komp. Franz Grohner seine schönen Melodien Ei-nen Wie-ner kennst so-fort Mai 1987 „Das Wiener Lied“ | Franz Grohner - Gedenktafel                 | Gedenktafel | Rotenhofgasse 32 Standort                                              | |                                                          |
| ja   | Datei hochladen | Dr. Margarethe Hilferding geb. 1871 Absolvierte als erste Frau ein Medizinstudium in Wien, war Ärztin und Bezirksrätin in Favoriten und als erste Frau Mitglied der Psychoanalytischen Vereinigung. Sie wurde 1942 im KZ ermordet. | Margarete Hilferding - Gedenktafel          | Gedenktafel | Leebgasse 100 Standort                                                 | |                                                          |
| ja   | Datei hochladen | In diesem Hause wirkte viele Jahre bis zum 26. April 1983 der große Wiener Liederkomponist Fritz Killer Er schuf an die 400 Werke, darunter viele auch heute noch gesungene Wiener Lieder getreu dem Motto eines seiner Lieder: "Ja wer ka Herz für d' Musi hat, das kann ka Weana sein!" Wollen wir ihn stets in Erinnerung behalten! Mandolinen-Orchester Favoriten                                                                   | Fritz Killer - Gedenktafel                  | Gedenktafel | Favoritenstraße 106 Standort                                           | |                                                          |
| ja   | Datei hochladen | Ernst Kirchweger vom 12. 1. 1898 – 2. 4. 1965 Er kämpfte für österreichische Freiheit und Unabhängigkeit er gab sein Leben für seine antifaschistische Überzeugung | Ernst Kirchweger - Gedenktafel ID: 95744    | Gedenktafel | Sonnwendgasse 24 Standort                                              | Granit (1989) | Standort: Ernst-Kirchweger-Hof                           |
| ja   | Datei hochladen | Diese Wohnhausanlage wurde nach dem von den Nationalsozialisten hingemordeten Johann Mithlinger einem der tapfersten und größten Vorkämpfer für die Interessen der Arbeiterschaft und ein freies Österreich benannt. Mit Mithlinger fielen als Antifaschisten Lusk Josef Medwed Karl Okrouhli Felix Pfeiler Wilhelm Stampfl Franz Skopal Josef Vorreiter Emil Wehofschitz Otto Brina Leopold Mandl Ferdinand Picha Alois Friemel Rudolf | Johann Mithlinger - Gedenktafel ID: 95741   | Gedenktafel | Neilreichgasse 100 Standort                                            | Marmor; Benennung der vormaligen Wohnhausanlage „Rasenstadt“ in Johann Mithlinger-Siedlung und Enthüllung der Gedenktafel am 4. August 1945 unter der Teilnahme von Bürgermeister Theodor Körner, Stadtrat Felix Slavik und Bezirksvorsteher Karl Kempf. Am 15. Februar 1949 bestätigte der Gemeinderatsausschuss für Kultur die Benennung der Wohnhausanlage. (1945) | Standort: Johann-Mithlinger-Siedlung                     |
| ja   | Datei hochladen | Als junger Held f.d.Freiheit Österreichs fiel MORAWITZ BRUNO geb.20.VI.1923, hingerichtet 25.II.1944. Die Kommunistische Partei trauert um ihren treuen Genossen. | Bruno Morawitz - Gedenktafel ID: 105979     | Gedenktafel | Ahornhof, Stiege 2 Standort                                            | Stein (vor 1954) | Standort: George-Washington-Hof                          |
| ja   | Datei hochladen | Als junger Held f. d. Freiheit Österreichs fiel NEUBAUER JOHANN geb. 1.XI.1920, hingerichtet 22.X.1943. Die Kommunistische Partei trauert um ihren treuen Genossen. | Johann Neubauer - Gedenktafel ID: 95703     | Gedenktafel | Birkenhof / Wienerbergerstraße / Eschenallee 2 Standort                | Marmor; Johann Neubauer, Maschinenschlosser, war Mitglied des Kommunistischen Jugendverbandes Österreich. Er wurde im Landesgericht Wien enthauptet. (1946) | Standort: George-Washington-Hof, Birkenhof, bei Stiege 5 |
| ja   | Datei hochladen | Als junger Held f. d. Freiheit Österreichs fiel FRANZ PLÖBST geb. 8.V.1897, gest. 19.XII.1942. Die Kommunistische Partei trauert um ihren treuen Genossen. | Franz Plöbst - Gedenktafel ID: 95746        | Gedenktafel | Spinnerin am Kreuz, Eschenallee 2–4 Standort                           | Stein; Franz Plöbst, der hier wohnte, war Straßenbahnschaffner (Betriebsbahnhof Favoriten). Er war ein führender Funktionär der KPÖ und Kassier der Roten Hilfe. Er wurde im März 1941 festgenommen und kam im KZ Dachau ums Leben. (vor 1954) | Standort: George Washington Hof bei Stiege 14            |
| ja   | Datei hochladen | Johann Pölzer Nationalrat/Obmann der Wiener Organisation und Mitglied des Partei- Vorstandes der Sozialdemo- kratischen Partei Österreichs sowie Obmann der Konsumgenossenschaft Wien und Umgebung 1872–1934 | Johann Pölzer - Gedenktafel ID: 95704       | Gedenktafel | Dampfgasse 35–37 Standort                                              | Marmor, Bronze (Porträtrelief) | Standort: Pölzerhof                                      |
| ja   | Datei hochladen | An dieser Stelle Wien 10., Troststraße 98, befand sich von 1922 bis 1930 die erste Montessori-Schule in Wien. Eine Gruppe junger Frauen unter der Leitung von Lili Roubiczek (1898–1966) schuf mit dem „HAUS DER KINDER Wien X“ eine „scuola modella“ (Maria Montessori). SOZIALBAU AG | Lili Roubiczek - Gedenktafel                | Gedenktafel | Troststraße 98 Standort                                                | |                                                          |
| ja   | Datei hochladen | 369 Für Österreichs Freiheit gekämpft und gestorben August Schratzberger 1894 – 1944 Alfred Lochay 1907 – 1942 Niemals Vergessen | August Schratzberger - Gedenktafel          | Gedenktafel | Schrankenberggasse 22 Standort                                         | |                                                          |
| ja   | Datei hochladen | Als junge Heldin f. d. Freiheit Österreichs fiel LEOPOLDINE SICKA geb. 20.XI.1934, hingerichtet 11.I.1944. Die Kommunistische Partei trauert um ihre treue Genossin. | Leopoldine Sicka - Gedenktafel ID: 95742    | Gedenktafel | Quellenstraße 33 Standort                                              | Marmor (vor 1954) |                                                          |
| ja   | Datei hochladen | Zu Ehren des vor zweihundert Jahren geborenen Begründers und ersten Präsidenten der Republik der Vereinigten Staaten von Amerika George Washington (1732-1799) wird diese Wohnhausanlage von der Gemeinde Wien George-Washington-Hof benannt im Jahre 1932 | George Washington - Gedenktafel ID: 95745   | Gedenktafel | Spinnerin am Kreuz, Triesterstraße 52–54, Meidlingerstraße 11 Standort | | Standort: Durchfahrt ggü. Eschenallee                    |

## Gedenktafeln für Ereignisse, Organisationen und Orte
| Foto |                 | Inschrift | Name                                                                 | Typ         | Standort                                    | Beschreibung | Metadaten                                                     |
| ---- | --------------- | --- | -------------------------------------------------------------------- | ----------- | ------------------------------------------- | --- | ------------------------------------------------------------- |
| ja   | Datei hochladen | Zum Gedenken der Opfer des Bombenangriffs am 21.2.1945 in der Notkirche „Die Toten mahnen – erhaltet den Frieden“ Gewidmet vom Bezirks Friedensrat Favoriten | Bombenopfer-Gedenkstein ID: 91406                                    | Gedenkstein | Stefan-Fadinger-Platz 1 Standort            | | Standort: Gegenüber dem Klostereingang in der Grünfläche      |
| ja   | Datei hochladen | Sie kämpften und starben damit wir leben können Degenhardt Josef Friedrich Johann Kleckner Rudolf Muzik Anna Steger Ferdinand Stillner Friedrich Weinfurter Leopold Niemals Vergessen Die Belegschaft der österr. Brown-Boveri Werke | Brown-Boveri Werke - Opfer des Faschismus - Gedenktafel ID: 97712    | Gedenktafel | Gudrunstraße 187 Standort                   | Stein; Abnahme bei Abbruch des Werkes 2016, Wiedermontage an Neubau 2017. In den Brown-Boveri Werken agierte eine kommunistische Zelle unter Führung des Werkschutzleiters Leopold Weinfurter. Er organisierte die Einhebung von Beiträgen für die KPÖ sowie die Herstellung von Flugblättern (geschrieben von einer Kontoristin des Betriebes). (1955) |                                                               |
| ja   | Datei hochladen | 369 Im Kampfe gegen den Faschismus Gefallen für Österreich Franz Kalis 1899–1943 Karl Krivanek 1903–1943 Johann Sokopp 1913–1944 Den Toten zur Ehre, den Lebenden zur Mahnung und Verpflichtung. | Opfer des Faschismus - Gedenktafel ID: 95737                         | Gedenktafel | Hasengasse 35–41 Standort                   | Marmor (1952) |                                                               |
| ja   | Datei hochladen | Gefallen im Kampfe gegen den Faschismus für Österreich 369 Sebek Franz 1901–1943 Alberstetter Karl 1894–1943 Führer Ludwig 1886–1944 Kasper Franz 1891–1943 Kohn Robert 1900–1940 Konopisky Therese 1889–1943 Konopisky Anton 1889–1945 Nirschi Johann 1912–1944 Wehofschitz Otto 1912–1942 Niemals vergessen! | Freiheitskämpfer - Gedenktafel ID: 95740                             | Gedenktafel | Laaer Berg-Straße 166 Standort              | Marmor (1950) | Standort: Siedlung Laaer Berg, Stiege 1, straßenseitig        |
| ja   | Datei hochladen | Hier stand eine um 1895/96 nach Plänen des Architekten Jakob Gartner erbaute Synagoge. Zerstört in der „Reichskristallnacht“ am 10. November 1938. | Synagoge Humboldtgasse - Gedenktafel ID: 95739                       | Gedenktafel | Humboldtgasse 27 / Humboldtplatz 7 Standort | Metall; Im September 1895 fand die Grundsteinlegung zum Bau für diese Synagoge des Tempelvereines Favoriten statt. Die provisorische Einweihung der Synagoge erfolgte am 6. September 1896. (1988) |                                                               |
| ja   | Datei hochladen | Humboldttempel Hier stand eine 1895/96 von Jakob Gartner erbaute Synagoge, ein das Stadtbild prägender zentraler Kuppelbau. Das vom Tempel- verein Favoriten errichtete Gotteshaus wurde in der Nacht vom 9. auf den 10. November 1938 im Zuge eines vom NS-Regime gegen die jüdische Bevölkerung initiierten Pogroms - verharmlosend als »Reichskristallnacht« bezeichnet - verwüstet und bald völlig abgerissen. Diesem irren Rassenwahn fielen bis 1945 über 65.000 österreichische Juden und Jüdinnen zum Opfer. Here once stood a synagogue built in 1895/96 by Jakob Gartner, with its domed structure a distinct feature of the cityscape. The temple erected by Tempelverein Favoriten was destroyed in the night from 9 to 10 November 1938 during a pogrom by the NS regime against the Jewish population - euphemistically called ›The Night of Broken Glass‹ - and was shortly afterwards demo- lished. Until 1945 more than 65,000 Austrian Jews fell victim to this racial fanaticism. | Humboldttempel - Gedenktafel ID: 97197                               | Gedenktafel | Humboldtplatz Standort                      | Metall (Wienkl); Beschriftungselement WIENKL (um 2015) |                                                               |
| ja   | Datei hochladen | Jahrzehnte hindurch diente die „Hellerwiese“ den Lovara, Roma und Sinti als Hauptrastplatz auf ihrem Weg in den Süden. Im Jahre 1941 wurden alle Familien, Kinder, Frauen und Männer von diesem Platz weg von den Nationalsozialisten deportiert. Ihre Spuren verlieren sich im Gas … Favoriten setzt den Lovara, Roma und Sinti mit dieser Roten Kastanie ein Zeichen der Erinnerung. A me gindinas pre du me Wir werden sie nie vergessen! | Gedenkstein für NS-Opfer der Lovara, Roma und Sinti ID: 71639        | Gedenkstein | Belgradplatz Standort                       | Sockel: Stein, Tafel: Metall. Würfelförmiger Sockel mit pultartig erhobener, patinierter Metalltafel. Inschriftentafel für die Roma, Sinti und Lovara (1999) | Standort: Im Park (Baranka-Park. Hellerwiese) gegenüber Nr. 7 |
| ja   | Datei hochladen | Unsterbliche Opfer ihr sanket dahin Fahrer, Benedikt Otto Kaspar Franz Schaffner, Haselsteiner Leopold Dlabaja Albert Maras Johann Plöbst Franz Kales Otto vom Faschismus gemordet. In Treue die Strassenbahner Favoritens. | Justifizierte Straßenbahner - Gedenktafel ID: 95747                  | Gedenktafel | Gudrunstraße 159 Standort                   | Metall, Holz (1945) | Standort: Straßenbahn-Betriebsbahnhof Favoriten               |
| ja   | Datei hochladen | 369 1938 1945 Hrdinům naší menšiny kterí obetovali sve zivoty v boji zá svobodu národů naší rodné vlasti a rakouska. Den Helden der tschechischen und slowakischen Minderheit die für die Freiheit Österreichs und der Tschechoslowakei ihr Leben opferten. Baldrmann Josef Bartoš Karel Böhm Karel Brtna Leopold Čamra Josef Diásek Edgard Dobías Antonín Fatina Josef Fatinová Františka Fritsch Eduard Frýba Alois Frýba Mirek Halbkram Erich Hejný Josef Hospodka Jaroslav Houdek Alois Houdková Marie Houska Josef Hrachovec Josef Hrdlička Matěj Hulý Rudolf Chleborád Antonín Chmela František Janota Vilém Jarath Leopold Kolářová Marie Kolmann Karel Kopp Ludvík Kořínek Josef Koudelka Osvald Kuča Karel Kutheil Tomáš Lendl Eduard Lojka Bohuslav Mareček Jindřich Matoušek Josef Nakovitc František Navrátil Vilém Němec Leopold Nepoz#itek Bohumil Nesvadba Arnošt Novák Josef Pavlíček Emil Peterka Karel Pleticha František Poskočil Josef Prchal Anton Procházka Vilém Rajnoha Karel Rouča František Skumancová Marie Smutný František Svoboda František Šejbl František Šikuta František Šipaný František Štěpaník Luděk Štercl Bedřich Tesařík František Tomášek Karel Trksák Jan Valach Alois Vašourek Eduard Veselý František Volf Adolf Vostárek František Vranka František Zoul Vladimír Zimmel Bedrich | Tschechische u. Slowakische Freiheitskämpfer - Gedenktafel ID: 95743 | Gedenktafel | Leibnizgasse 10 Standort                    | Granit |                                                               |
| ja   | Datei hochladen | Wehrmachtsuntersuchungsgefängnis Wien-Favoriten (WUG X) 1100 Hardtmuthgasse 40–42 Dieses Gebäude, die heutige Justizanstalt Favoriten, diente von 1938 bis 1945 als Wehrmachtsunter- suchungsgefängnis ("WUG X"). Es war damit Teil des nationalsozialistischen Terror- und Unrechtssystems. | Wehrmachtsuntersuchungsgefängnis Wien X - Gedenktafel ID: 94269      | Gedenktafel | Hardtmuthgasse 40–42 Standort               | Glas (2015) |                                                               |